# ملبنة مخاطية
المُلَبِّنَة المخاطية أو العُصَيَّة اللبنية المخاطية (باللاتينية: Limosilactobacillus) جنس من بكتيريا حمض اللبن المحبة للحرارة والمتخمرة غير المتجانسة، خُلق من انشطار المُلَبِّنَات عام 2020.